# کنت اومرو
کنت جوسیا اومرو (انگلیسی: Kenneth Josiah Omeruo؛ زاده ۱۷ اکتبر ۱۹۹۳) بازیکن فوتبال اهل نیجریه است. او برای باشگاه فوتبال لگانس و تیم ملی فوتبال نیجریه در پست مدافع وسط و مدافع راست بازی می‌کند.